# 莫尔旺地区圣伊莱尔
莫尔旺地区圣伊莱尔（法語：Saint-Hilaire-en-Morvan，法語發音：[sɛ̃t‿ilɛʁ ɑ̃ mɔʁvɑ̃]）是法国涅夫勒省的一个市镇，属于希农堡（城）区。

## 地理
莫尔旺地区圣伊莱尔（47°4'39"N, 3°53'18"E）面积21.3 平方千米，位于法国勃艮第-弗朗什-孔泰大區涅夫勒省，该省份为法国中部省份，北至约讷省，西北接卢瓦雷省，西接谢尔省，南至阿列省，东南接索恩-卢瓦尔省，东临科多尔省。
与莫尔旺地区圣伊莱尔接壤的市镇（或旧市镇、城区）包括：沙坦、圣莱热德富日雷、希农堡（城）、希农堡（乡）、科朗西、多马坦、塞尔马日。
莫尔旺地区圣伊莱尔的时区为UTC+01:00、UTC+02:00（夏令时）。

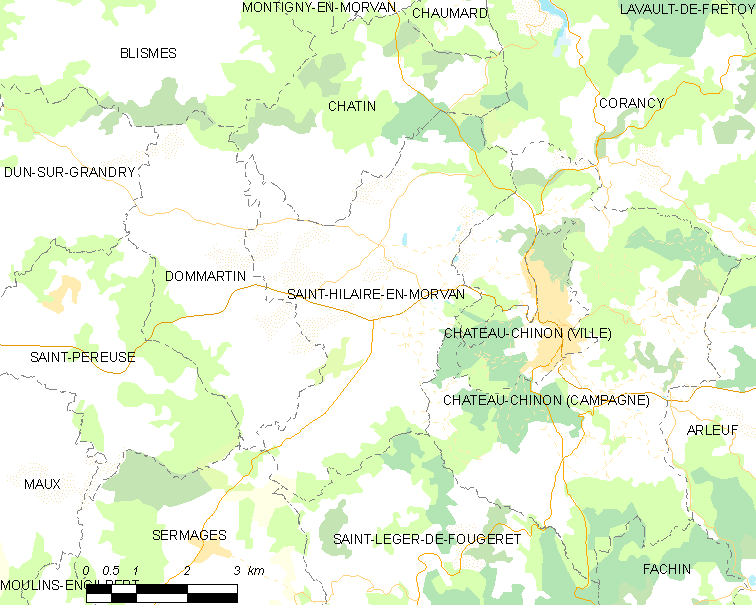
莫尔旺地区圣伊莱尔的OSM定位图

## 行政
莫尔旺地区圣伊莱尔的邮政编码为58120，INSEE市镇编码为58244。

## 政治
莫尔旺地区圣伊莱尔所属的省级选区为希农堡县。

## 人口

1962-2008年间莫尔旺地区圣伊莱尔人口变化图示

莫尔旺地区圣伊莱尔于2022年1月1日时的人口数量为219人。